# العلاقات البرتغالية الإريترية
العلاقات البرتغالية الإريترية هي العلاقات الثنائية التي تجمع بين البرتغال وإريتريا.

## مقارنة بين البلدين
هذه مقارنة عامة ومرجعية للدولتين:
| وجه المقارنة                                              | البرتغال                                                  | إريتريا                                      |
| --------------------------------------------------------- | --------------------------------------------------------- | -------------------------------------------- |
| المساحة (كم2)                                             | 92.21 ألف                                                 | 117.60 ألف                                   |
| عدد السكان (نسمة)                                         | 10.60 مليون                                               | 6.33 مليون                                   |
| الكثافة السكانية (ن./كم²)                                 | 114.95                                                    | 53.83                                        |
| العاصمة                                                   | لشبونة                                                    | أسمرة                                        |
| اللغة الرسمية                                             | اللغة البرتغالية، اللغة الميراندية                        | اللغة التغرينية، اللغة العربية، لغة إنجليزية |
| العملة                                                    | يورو، اسكودو برتغالي                                      | ناكفا                                        |
| الناتج المحلي الإجمالي (بليون دولار)                      | 217.57 مليار                                              | 2.61 مليار                                   |
| الناتج المحلي الإجمالي (تعادل القوة الشرائية) بليون دولار | 307.82 مليار                                              |                                              |
| الناتج المحلي الإجمالي الاسمي للفرد دولار أمريكي          | 19.22 ألف                                                 |                                              |
| الناتج المحلي الإجمالي للفرد دولار أمريكي                 | 28.76 ألف                                                 |                                              |
| مؤشر التنمية البشرية                                      | 0.830                                                     | 0.391                                        |
| رمز المكالمات الدولي                                      | +351                                                      | +291                                         |
| رمز الإنترنت                                              | .pt                                                       | .er                                          |
| المنطقة الزمنية                                           | توقيت غرب أوروبا، توقيت غرب أوروبا الصيفي، أوروبا/لشبونة ‏ | ت ع م+03:00                                  |

## منظمات دولية مشتركة
يشترك البلدان في عضوية مجموعة من المنظمات الدولية، منها:
| علم المنظمة | اسم المنظمة                        | تاريخ انضمام البرتغال | تاريخ انضمام إريتريا |
| ----------- | ---------------------------------- | --------------------- | -------------------- |
|             | مؤسسة التمويل الدولية              | 8 يوليو 1966          | 11 أكتوبر 1995       |
|             | منظمة حظر الأسلحة الكيميائية       | ?                     | ?                    |
|             | البنك الإفريقي للتنمية             | ?                     | ?                    |
|             | يونسكو                             | 11 مارس 1965          | 2 سبتمبر 1993        |
|             | الأمم المتحدة                      | 14 ديسمبر 1955        | 28 مايو 1993         |
|             | الاتحاد الدولي للاتصالات           | 1866                  | 6 أغسطس 1993         |
|             | منظمة الشرطة الجنائية الدولية      | ?                     | ?                    |
|             | البنك الدولي للإنشاء والتعمير      | 29 مارس 1961          | 6 يوليو 1994         |
|             | الاتحاد البريدي العالمي            | ?                     | ?                    |
|             | مؤسسة التنمية الدولية              | 29 ديسمبر 1992        | 6 يوليو 1994         |
|             | وكالة ضمان الاستثمار متعدد الأطراف | 6 يونيو 1988          | 10 سبتمبر 1996       |

## وصلات خارجية
- موقع وزارة الخارجية البرتغالية